# Bismillah Khan
Bismillah Mohammadi Khan er General og leder af generalstaben i Afghanistans hær. Før Talibans fald var han viceforsvarsminister for Den Nordlige Alliance, under Ahmad Shah Masood og senere Mohammed Fahim. Han er etnisk Tajik fra Panjshir dalen.
| Biografi | Spire Denne biografi er en spire som bør udbygges. Du er velkommen til at hjælpe Wikipedia ved at udvide den. |